# Música de Palaos
La música de Palaos es una herencia cultural de Micronesia, pero ha recibido influencias de los Estados Unidos, Europa Occidental y Japón.
El departamento de gobierno de la República de Palaos y el director de la Oficina de Artes y Cultura son los encargados de desarrollar y fomentar la política cultural a través del Ministerio de Asuntos Culturales y Comunitarios.
Desde 1980 el himno nacional de Palaos es Belau rekid ("Nuestro Palaos"), una canción escrita por Ymesei O. Ezekiel.
En Palaos no existen restricciones a la propiedad intelectual.
El desarrollo de la música pop moderna de Palaos se inició a mediados de la década de 1980. La música popular incluye elementos japoneses, un legado del período de ocupación japonesa . La influencia estadounidense ha dado lugar a una distintiva forma de música country de Palaos. 
En el panorama musical actual destaca IN-X-Es, cuyo álbum "Mousobes" se convirtió en un éxito comercial en el año 1999.